# Mały marzyciel
Mały marzyciel / Walec i skrzypce (ros. Каток и скрипка, Katok i skripka) – radziecki film z 1960 roku w reżyserii Andrieja Tarkowskiego.

## Fabuła
Sasza jest chłopcem, który mieszka z matką i swoją siostrą w starym domu w Moskwie. Uczy się grać na skrzypcach. Codziennie rano musi przejść przez podwórko, aby dostać się do szkoły muzycznej, starając się przy tym ominąć starszych chłopców, którzy go nękają i zastraszają. Pewnego dnia operator walca – Siergiej staje w obronie chłopca i każe łobuzom zostawić go w spokoju. Od tamtej pory między siedmioletnim muzykantem Saszą i młodym robotnikiem Siergiejem rozwija się wielka przyjaźń. 

## Obsada
- Igor Fomczenko jako Sasza
- Marina Adżubiej jako matka Saszy
- Władimir Zamanski jako Siergiej
- Natalja Archangielska jako dziewczyna
- Antonina Maksimowa
- Ludmiła Siemionowa

## Literatura
- Seweryn Kuśmierczyk, Księga filmów Andrieja Tarkowskiego, Skorpion, Warszawa 2012, s. 52-72. ISBN 978-83-86466-73-3.